# Pela Paz em Todo Mundo
Pela Paz em Todo Mundo é o segundo álbum de estúdio da banda de punk rock brasileira Cólera, lançado em formato LP pelo selo Ataque Frontal em 1986. Vendeu 85.000 cópias. Foi relançado em CD tendo como faixas-bônus o EP Dê o Fora de 1986. Em julho de 2016, foi eleito pela revista Rolling Stone Brasil como o 2º melhor disco de punk rock do Brasil.

## Faixas

### Lado A
1. "Medo"
2. "Funcionários"
3. "Somos Vivos"
4. "Alternar"
5. "Multidões"
6. "Direitos Humanos"
7. "Guerrear"

### Lado B
1. "Vivo na Cidade"
2. "Humanidade"
3. "Alucinado"
4. "Continência"
5. "Não Fome!"
6. "Adolescente"
7. "Pela Paz"

### Faixas-bônus do CD
1. "Em Setembro"
2. "Senhor Dirigente"
3. "Dê o Fora"
4. "Vida Desgraçada"

## Integrantes
- Redson - vocal/guitarra
- Pierre - bateria
- Val - baixo